# Vincenzo Pappalettera
Vincenzo Pappalettera (né à Milan le 28 novembre 1919 et mort à Cesano Maderno le  1er décembre 1998) est un écrivain et historien italien, remarquable par son témoignage de son emprisonnement dans le camp de concentration de Mauthausen-Gusen pendant la Seconde Guerre mondiale.

## Biographie
Natif d'une famille des Pouilles, Vincenzo Pappalettera fut un membre actif de la Résistance italienne pendant l'occupation allemande du nord de l'Italie. Il fut arrêté en 1944 pour crimes politiques et déporté au camp de concentration de Mauthausen. Sur la base de cette expérience, il a écrit un livre de mémoires, Tu passerai per il camino, publié par Mursia, pour lequel il a reçu le Prix Bancarella en 1966.
Après la guerre, Pappalettera continue ses études historiques sur l'histoire récente de la guerre des  camps de concentration allemands, phénomènes historiques et sociologiques .

## Publications
- Tu passerai par il camino
- Ritorno alla vita (Retour à la Vie)
- Nei lager c'ero anch io
- La parola agli aguzzini,étude approfondie du Procès de Nuremberg.